# Violaxantina
La violaxantina o E161e , nella codifica europea degli additivi alimentari, è un carotenoide di colore violetto, ottenuto per trasformazione ossidativa della zeaxantina. Può essere presente in alcune specie di alghe e di piante superiori.
L'esposizione alla luce determina un processo contrario di deepossidazione, da violaxantina a zeaxantina, passando per lo stadio di anteraxantina.
Come colorante naturale, è utilizzato anche commercialmente, ricavandolo in particolare dalla viola.